# رينيريت
الرينيريت هو معدن غير شائع من معادن الكبريتيدات يحوي على عناصر الجرمانيوم والنحاس والزنك. للمعدن لون برونزي، وتكثر توضعاته في وسط إفريقيا، وخاصة في جمهورية الكونغو الديمقراطية وناميبيا.
اكتشف أول مرة سنة 1928، وأطلقت عليه هذه التسمية نسبةً للجيولوجي البلجيكي أرماند رينير Armand Renier الذي كان يشغل مدير حملة التنقيب البلجيكية.